# جونکو آبه
جونکو آبه (انگلیسی: Junko Abe؛ زادهٔ ۷ مهٔ ۱۹۹۳) بازیگر، مدل اهل ژاپن است. وی از سال ۲۰۱۰ میلادی تاکنون مشغول فعالیت بوده‌است.
از فیلم‌هایی که او در آن نقش ایفا کرده‌است می‌توان به فیلم دوشیزه اوساکا اشاره کرد.